# 冒牌未婚夫
《冒牌未婚夫》（My Fake Fiancé）是2009年的一部電視電影，由梅丽莎·琼·哈特和喬伊·羅倫斯主演。2009年4月29日在ABC家庭首映。

## 故事大綱
珍妮佛‧瓦提(Jennifer Verti)，年輕女子但是對愛情沒興趣。剛剛花掉她的積蓄付頭期款買下她的新房子。搬家的過程中不慎，所有的東西都被偷了。文斯(Vince)是個有點女性化的男子同時也是賭徒，他從一名自稱「猴子」(The Monkey,本名尤金(Eugene))的人那邊欠下大筆的賭債。珍妮佛和文斯在一場共同的朋友的婚禮上相遇，他們討論一場婚禮可以得到多少錢，並且探討自己花了多少錢在婚禮上。在珍妮佛失去所有的東西後，便打電話找文斯討論舉行婚禮的可能性。

## 主要人物
- 梅莉莎·喬杭特 as 珍妮佛(Jennifer)
- 喬伊·羅倫斯 as 文斯(Vince)
- Nicole Tubiola as 考特尼(Courtney)
- Burgess Jenkins as 史提夫(Steve)
- Diane Neal as 邦妮(Bonnie)
- Jason MacDonald as 大衛(David)
- Steve Schirripa as 猴子(Monkey)
- Rhoda Griffis as 娃兒(Val)
- Patricia French as 凱薩琳(Catherine)
- Elizabeth Keener as 卡門(Carmen)
- Robert Pralgo as 班(Ben)
- Heather Holliday Richmond as 店員/帶橘色帽子的人

## DVD發行
冒牌未婚夫在2010年4月20日發行一區DVD。

## 收視率/評論
冒牌未婚夫在ABC Family首播時獲得相當高的收視率。360萬的收視觀眾。獲得2008/09年度女性觀眾(18-34歲)收視第一的電視電影(100萬)。女性觀眾(18-49歲)有線電視收視第一(160萬)。在2008/09年度的電視節目中冒牌未婚夫和一月的強檔電視電影灰姑娘的歌舞情緣(2009年1月18日播出)，ABC電視台成為家庭電視女性收視的保證。
冒牌未婚夫也穩站星期日的有線電視收視周間冠軍，最終有成人(18-34歲)120萬收視，其中女性100萬人(18-34歲);女性160萬人(18-49歲)。
冒牌未婚夫橫掃各大收視率冠軍，使得男女主角梅莉莎‧喬杭特和喬伊‧羅倫斯之後在2010年與ABC家庭台合作新的情境喜劇影集憨管家俏主人。

## 外部連結
- 互联网电影数据库（IMDb）上《My Fake Fiance》的资料（英文）
- 官方网站